# Moritz Traube
Moritz Traube est un chimiste allemand né le 12 février 1826 à Ratibor (province de Silésie), et mort le 28 juin 1894 à Berlin.
Son fils Wilhelm (de) (Ratibor, 10 janvier 1866 – Berlin, 28 septembre 1942) fut également chimiste. Un autre fils, Hermann, fut un minéralogiste.